# ستيفاني دوبوا
ستيفاني دوبوا (بالإنجليزية: Stéphanie Dubois)‏ مواليد 31 أكتوبر 1986 في كيبك، كندا، هي لاعبة كرة مضرب كندية سابقة بدأت مسيرتها كمحترفة سنة 2004 وكانت تلعب باليد اليمنى، اعتزلت اللعب في سبتمبر 8, 2014. أعلى تصنيف لها في الفردي كان المركز الـ 87 في سنة 2012. أعلى تصنيف لها في الزوجي كان المركز الـ 102 في سنة 2008. سبق أن شاركت في دورة الألعاب الأولمبية الصيفية.

## النهائيات

### الزوجي: 1 (الوصافة 1)
| الحصيلة | الرقم | التاريخ         | الدورة            | الأرضية | الشريك          | المنافس                         | النتيجة       |
| ------- | ----- | --------------- | ----------------- | ------- | --------------- | ------------------------------- | ------------- |
| الوصافة | 1.    | أكتوبر 29, 2007 | بطولة كيبيك, كندا | سجاد    | ريناتا فوراكوفا | كريستينا فوسانو راكيل كوبس جونز | 2–6, 6–7(6–8) |

## الخط الزمني للفردي
مفتاح
| ف | ن | ن.ن | ر.ن | د# | د.م | ل | أ.أ | ت | غ | ب | ف | ذ | م.خ | ل.ت |

(ف) فاز بالبطولة (ن) وصل النهائي (ن.ن) نصف النهائي (ر.ن) ربع النهائي (د#) الأدوار الأربعة الأولى (د.م) دور المجموعات (ل) شارك في كأس ديفيز (أ.أ) خرج من الأدوار الاولى (ت) خسر التصفيات التأهيلية (غ) غاب عن الحدث أو البطولة (ب) حصل على ميدالية برونزية (ف) حصل على ميدالية فضية (ذ) حصل على ميدالية ذهبية (م.خ) بطولة الماسترز خُفضت إلى مرتبة أقل (ل.ت) البطولة لم تعقد في السنة المعينة.
لتجنب الارتباك وازدواجية الحساب، يتم تحديث هذه المعلومات إما في نهاية البطولة، أو عندما تكون مشاركة اللاعب في البطولة قد انتهت.
| الدورة             | 2005 | 2006 | 2007 | 2008 | 2009 | 2010 | 2011 | 2012 | 2013 | 2014 | فوز / مشاركة | ف-خ  | فوز % |
| ------------------ | ---- | ---- | ---- | ---- | ---- | ---- | ---- | ---- | ---- | ---- | ------------ | ---- | ----- |
| دورات الجراند سلام |      |      |      |      |      |      |      |      |      |      |              |      |       |
| أستراليا المفتوحة  | ت1   | غ    | ت1   | د1   | د1   | د1   | ت3   | د2   | ت3   | ت3   | 0 / 4        | 1–4  | 20%   |
| فرنسا المفتوحة     | ت1   | ت1   | ت2   | د1   | ت2   | د1   | ت3   | د1   | ت2   | غ    | 0 / 3        | 0–3  | 0%    |
| بطولة ويمبلدون     | ت1   | ت1   | ت1   | د1   | د1   | د1   | د2   | د1   | ت1   | غ    | 0 / 5        | 1–5  | 17%   |
| أمريكا المفتوحة    | ت2   | د1   | ت3   | ت2   | د2   | ت3   | ت3   | ت2   | ت2   | غ    | 0 / 2        | 1–2  | 33%   |
| فوز-خسارة          | 0–0  | 0–1  | 0–0  | 0–3  | 1–3  | 0–3  | 1–1  | 1–3  | 0–0  | 0–0  | 0 / 14       | 3–14 | 18%   |

## وصلات خارجية
- ستيفاني دوبوا على موقع رابطة محترفات التنس (الإنجليزية)
- ستيفاني دوبوا على موقع الاتحاد الدولي لكرة المضرب (الإنجليزية)
- ستيفاني دوبوا على موقع كأس بيلي جين كينغ (الإنجليزية)
- ستيفاني دوبوا على موقع خلاصة التنس.كوم (الإنجليزية)
- ستيفاني دوبوا على موقع أوليمبيديا (الإنجليزية)
- ستيفاني دوبوا على موقع اللجنة الأولمبية الكندية (الإنجليزية)

- الموقع الرسمي